# Okres Lubáň
Okres Lubáň (Lubań; polsky Powiat lubański) je okres v polském Dolnoslezském vojvodství u hranic s Českou republikou. Rozlohu má 428,34 km² a v roce 2023 zde žilo 51 410 obyvatel. Sídlem správy okresu je město Lubáň.

## Geografie
Na západě sousedí s okresem Zgorzelec, na severu s okresem Bolesławiec a na východě s okresem Lwówek Śląski. Na jihu sousedí s Českou republikou, Libereckým krajem.

## Gminy
Městské:
- Lubáň
- Świeradów-Zdrój

Městsko-vesnické:
- Leśna
- Olszyna

Vesnické:
- Lubáň
- Platerówka
- Siekierczyn

## Města
- Lubáň
- Świeradów-Zdrój
- Leśna
- Olszyna

## Sousední okresy
| Růžice kompasu | Zgorzelec | Bolesławiec   | Bolesławiec   | Růžice kompasu |
| Růžice kompasu | Zgorzelec | Sever         | Lwówek Śląski | Růžice kompasu |
| Růžice kompasu | Zgorzelec | Okres Lubáň   | Lwówek Śląski | Růžice kompasu |
| Růžice kompasu | Zgorzelec | Jih           | Lwówek Śląski | Růžice kompasu |
| Růžice kompasu | Liberec   | Lwówek Śląski | Lwówek Śląski | Růžice kompasu |